# Effort
Effort es un lugar designado por el censo ubicado en el condado de Monroe en el estado estadounidense de Pensilvania. En el año 2010 tenía una población de 2.269 habitantes y una densidad poblacional de 173,2 personas por km².

## Geografía
Effort se encuentra ubicado en las coordenadas 40°56′30″N 76°26′19″O / 40.94167, -76.43861.. Según la Oficina del Censo de los Estados Unidos, Effort tiene una superficie total de 5,05 mi² (13,1 km²), de la cual 5,04 mi² (13,1 km²) corresponden a tierra firme y 0,01 mi² (0 km²) es agua.